# 大角增一
牧夫座22，又名BD+19 2810，HD 126661、SAO 101025、HR 5405，是牧夫座的一颗恒星，视星等为5.39，位于銀經18.06，銀緯66.82，其B1900.0坐标为赤經14h 21m 48.2s，赤緯+19° 66.82′ 35″。